# Nowy Przekład Dynamiczny
Nowy Przekład Dynamiczny (zwany pierwotnie Biblią Milenijną) – przekład Biblii na język polski zainicjowany przez Oficynę Wydawniczą „Vocatio”, a obecnie kontynuowany przez specjalnie utworzone w tym celu Wydawnictwo NPD. Jako pierwsza część przekładu, w roku 2012 ukazała się Księga Psalmów. W roku 2021 ukazał się przekład całego Nowego Testamentu zatytułowany „Dobra Wiadomość o ratunku w Chrystusie”.

## Charakterystyka przekładu
Nowy Przekład Dynamiczny według wprowadzenia redakcyjnego do wydania Nowego Testamentu reprezentuje „biblijne chrześcijaństwo”, w odróżnieniu od „światowego chrześcijaństwa”. Ma też w założeniu nie konkurować z przekładami wyznaniowymi. 
Według wydawcy, przekład charakteryzuje użycie współczesnego polskiego języka, unikającego archaizmów, a z uwzględnieniem słownictwa, którym posługują się dzisiejsi Polacy. Tam, gdzie przekład dosłowny jest zrozumiały, będzie on zachowany, a w trudniejszych miejscach zastosowany zostanie dynamiczny ekwiwalent znaczeniowy. 
W 2012 ukazała się Księga Psalmów (poza wydaniem papierowym e-book i wersja audio), którą zespół redakcyjny NPD przygotował na podstawie filologicznego przekładu Anny Horodeckiej i Jurija Gołowanowa, zamieszczonego w Hebrajsko-polskim Starym Testamencie. W przekładzie wykorzystano doświadczenie nabyte przy publikacji Prymasowskiej Serii Biblijnej. Hebrajski Tetragram „JHWH” został w przekładzie oddany jako „PAN”, zaś często używane w psalmach słowa Tora (Prawo) przetłumaczono jako „SŁOWO”.

## Fragment jednego z przekładów
Porównanie Psalmu 1 w Nowym Przekładzie Dynamicznym oraz Biblii Tysiąclecia:
| Nowy Przekład Dynamiczny | Biblia Tysiąclecia |
| --- | --- |
| Szczęśliwy, kto nie postępuje według rad nieprawych ani nie chodzi drogą występnych i kto się nie przyłącza do grona szyderców lecz w SŁOWIE PANA ma upodobanie i Jego SŁOWO rozważa dniem i nocą. Jest on jak drzewo rosnące nad potokiem, które owoc daje we właściwym czasie, a liście jego nie więdną. We wszystkim, co czyni, dobry owoc daje Inaczej jest z występnymi: ci są jak plewy, które wiatr rozwiewa. Tacy dnia sądu na pewno nie przetrwają; nie otrzymają miejsca pośród sprawiedliwych. Albowiem droga PANA prowadzi ku prawości, a droga występnych wiedzie ich do zguby. | Szczęśliwy mąż który nie idzie za radą występnych, nie wchodzi na drogę grzeszników i nie siada w kręgu szyderców, lecz ma upodobanie w Prawie Pana, nad Jego Prawem rozmyśla dniem i nocą, Jest on jak drzewo zasadzone nad płynącą wodą, które wydaje owoc w swoim czasie, a liście jego nie więdną; co uczyni, pomyślnie wypada. Nie tak z występnymi, nie tak: są oni jak plewa, które wiatr rozmiata. Toteż występni nie ostoją się na sądzie ani grzesznicy - w zgromadzeniu sprawiedliwych, bo Pan uznaje drogę sprawiedliwych, a droga występnych zaginie. |

## Naukowa recenzja przekładu
W 2023 recenzji naukowej dokonał zespół biblistów reprezentujących różne ośrodki akademickie i Kościoły chrześcijańskie (Kościół katolicki, luterański, zielonoświątkowy i wspólnoty ewangelikalne), w składzieː Maciej Małyga, Rajmund Pietkiewicz, Mariusz Rosik, Mirosław Rucki, Monika Szela-Badzińska, Kalina Wojciechowska, Dominik Tomczyk. Autorzy recenzji wskazali na szereg wątpliwości w sprawach zasadniczych, takich jakː zastosowana metoda, potencjalny odbiorca, cel tłumaczenia, rozwiązania translatorskie i błędy merytoryczne, treści przypisów i komentarzy oraz sposoby pozyskiwania recenzji biblistów; przedstawiono też opis sprzeczności z przyjętymi założeniami metodologicznymi, przykładowymi błędami merytorycznymi i wadliwymi rozwiązaniami translatorskimi pod kątem nadinterpretacji tekstu źródłowego, wpisywania w tekst docelowy treści nieistniejących lub nieuzasadnionych substratem przekładu oraz odredakcyjnego nauczania na rzecz chrześcijaństwa biblijnego, w tym kilka szczegółowych analiz dotyczących komentarzy, przypisów i reinterpretacji tekstu źródłowego przez redakcję NPD, które można odczytać jako próbę zniechęcenia ich do Kościołów instytucjonalnych i pozyskania dla nowej idei.